# Beidanes

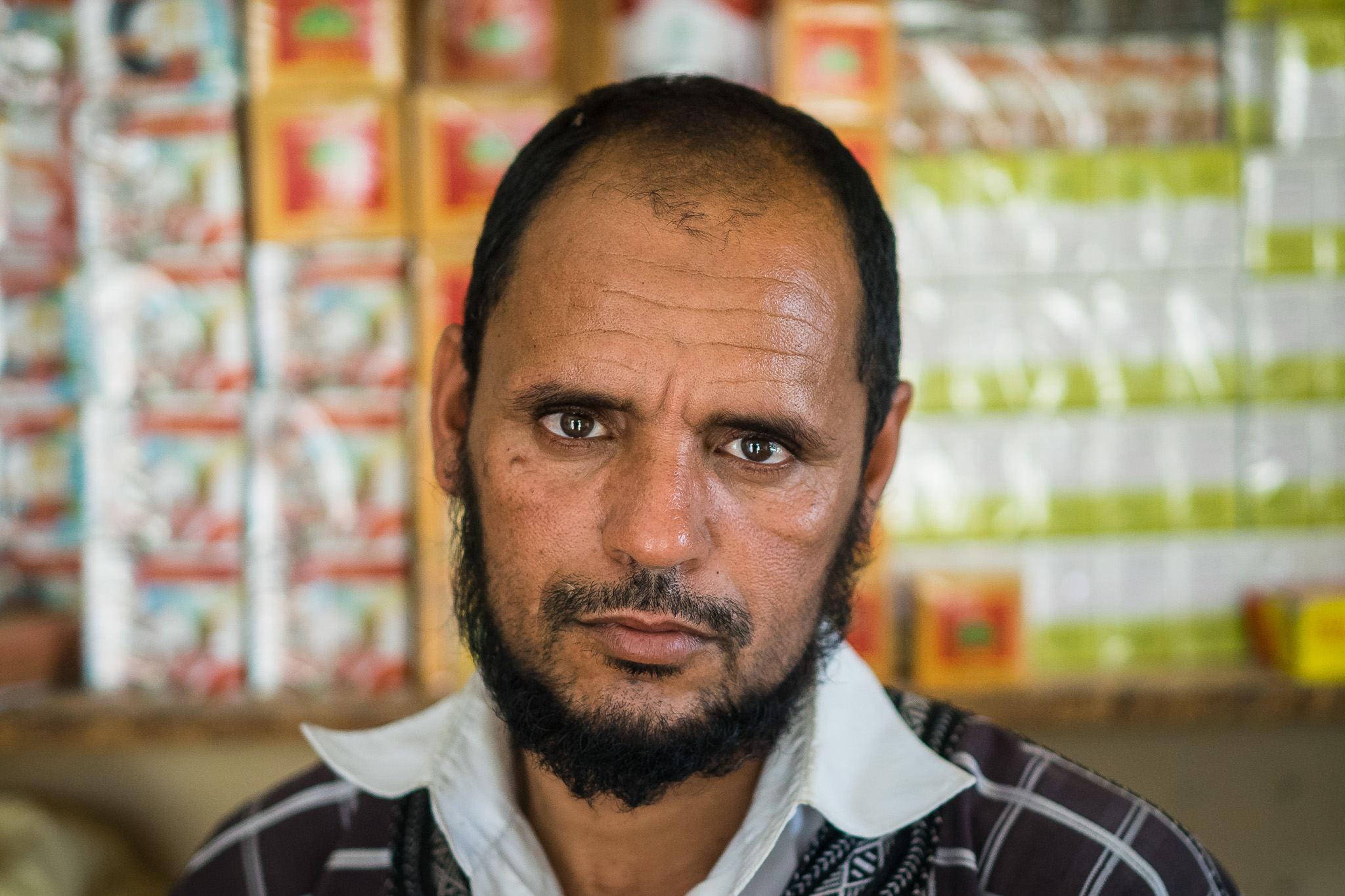
Un vendeur dans sa boutique à Nouakchott, en Mauritanie.

Les Beïdanes, Beidanes, Beydanes, ou Bidanes (en arabe : البيضان al baydan), parfois appelés Maures Blancs sont une population maure présente au Maroc, en Mauritanie, au Sahara occidental au Mali en Algérie ainsi que dans plusieurs pays limitrophes comme la Libye et le Niger.
D'origine arabo-berbère ils parlent l'arabe hassanya. Il subsiste un petit îlot au sud de la Mauritanie parlant le zenaga, ainsi que quelques tribus des Tekna au sud du Maroc parlant le tachelhit.
La société beidane fait suite à la lente migration des tribus Banu Hassan depuis le Yemen vers le sud qui voit la victoire militaire totale de cette population sur les tribus sanhaja de l'ouest du Sahara au cours de la longue Guerre de Char Bouba.
Chez les Subsahariens les Maures blancs sont appelés Souraka (Surakau), ou Soura-Ka, « les gens de Soura » ou « les gens du Nord ».
1. ↑  Serge Sauvageot, Contribution à l'histoire du royaume bambara de Segou, XVIII et XIXe s, 1965, 433 p. (lire en ligne).
2. ↑  (en) Julien Comtet, Mémoires de Djembéfola, 2012, 282 p. (ISBN 9782296489714, lire en ligne), p. 15.
3. ↑  Recherches africaines : études guinéennes, 1961, 378 p. (lire en ligne).
4. ↑  Présence Africaine, 1974, 614 p. (lire en ligne).